# Finstadbru Station
Finstadbru Station (Finstadbru stasjon) var en jernbanestation på Urskog–Hølandsbanen, der lå i Aurskog-Høland kommune i Norge.
Stationen åbnede 16. november 1896, da den første del af banen fra Bingsfoss til Bjørkelangen blev taget i brug. Oprindeligt hed den Finstad, men den skiftede navn til Finstadbru i 1913. Stationen blev nedlagt sammen med banen 1. juli 1960.
Den første stationsbygning blev opført i 1896 efter tegninger af Günther Schüssler. Den blev skiftet ud i 1937 og benyttet som udhus, indtil den blev flyttet til Bingsfos på veteranbanen i 1999. Stationsbygningen fra 1937 blev tegnet af Urskog–Hølandsbanens driftsbestyrer Eigil Prydz. Den blev benyttet af Finstad sag efter banens nedlæggelse i 1960 men stod senere og forfaldt gennem en længere periode. I 2016-2018 bliver den renoveret af foreningen Aurskogbanen. Der er også bygget nogle meter spor med sporvidden 750 mm ud for bygningen.